# سونیک رانرز ادونچر
سونیک رانرز ادونچر (به انگلیسی: Sonic Runners Adventure) یک بازی دوندهٔ بی‌پایان پرشی است که توسط گیم‌لافت برای آی‌اواس و اندروید و گوشی‌های جاوا منتشر شده‌است. این بازی دنبالهٔ سونیک رانرز می‌باشد که در ژوئن سال ۲۰۱۷ در برخی مناطق و در اوت سال ۲۰۱۷ به‌طور سرتاسری منتشر گردید.